# Pardosa flavida
Pardosa flavida este o specie de păianjeni din genul Pardosa, familia Lycosidae. A fost descrisă pentru prima dată de O. P.-cambridge, 1885. Conform Catalogue of Life specia Pardosa flavida nu are subspecii cunoscute.